# Studio Filmowe „Tor”
Studio Filmowe „Tor” (SF „Tor”) – polska wytwórnia filmowa utworzona w 1967 w Warszawie, od 2011 państwowa instytucja kultury. W 2019 włączone do Wytwórni Filmów Dokumentalnych i Fabularnych.

## Opis
Studio Filmowe „Tor” wyprodukowało ponad 100 filmów, m.in. Rejs (1970), Zazdrość i medycyna (1973), Bilans kwartalny (1974), Barwy ochronne (1976), Szpital przemienienia (1978), Amator (1979), Party przy świecach (1980), Krótki film o zabijaniu (1987), Krótki film o miłości (1988), 300 mil do nieba (1989), Ucieczka z kina „Wolność” (1990), trylogię Trzy kolory (1993/4), Cwał (1996).
Studio Filmowe „Tor” (wówczas Zespół Filmowy „Tor”) wyprodukowało też m.in. serial telewizyjny Doktor Ewa (1971).
Po zawarciu umowy z Google od czerwca 2013 studio udostępnia nieodpłatnie niektóre swoje produkcje na własnym kanale filmowym w serwisie YouTube.
Kierownikami artystycznymi wytwórni byli kolejno Stanisław Różewicz (1967–1968), Antoni Bohdziewicz (1968–1970), Jerzy Passendorfer (1971–1972), ponownie Stanisław Różewicz (1972–1980), Krzysztof Zanussi (od 1980).
W 2017 roku studio z okazji 50-lecia istnienia wydało Wielką Kolekcję, 25 filmów po rekonstrukcji, dostępnych na płytach DVD, Blu-Ray i w steelbooku (zestaw DVD i BD).
Na podstawie Zarządzenia Ministra Kultury i Dziedzictwa Narodowego z dnia 3 września 2019 r., z dniem 1 października 2019 r. studio Tor połączyło się ze studiami Kadr, Zebra, SMF i „starą” WFDiF, na bazie których powstała nowa Wytwórnia Filmów Dokumentalnych i Fabularnych. Tym samym po 52 latach studio zakończyło działalność.